# Buthiers (Seine-et-Marne)
Buthiers ist eine französische Gemeinde mit 771 Einwohnern (Stand: 1. Januar 2022) im Département Seine-et-Marne in der Region Île-de-France. Sie gehört zum Arrondissement Fontainebleau und zum Kanton Fontainebleau.

## Geographie
Buthiers liegt an der südöstlichen Grenze des Départements Seine-et-Marne zum Département Loiret und liegt eineinhalb Kilometer südöstlich von Malesherbes. Die Gemeinde liegt im Regionalen Naturpark Gâtinais français.

### Nachbargemeinden
|                                 | Nanteau-sur-Essonne | Boissy-aux-Cailles |
| Le Malesherbois mit Malesherbes | Kompass             | Amponville         |
|                                 | Boulancourt         | Rumont             |

### Gemeindegliederung
Die Gemeinde besteht aus den Ortsteilen Buthiers-bourg (300 Einwohner am 1. Januar 2014), Auxy (65 Einwohner), Herbeauvilliers (108 Einwohner) und Roncevaux (295 Einwohner).

## Sehenswürdigkeiten
- Kirche Saint-Maur

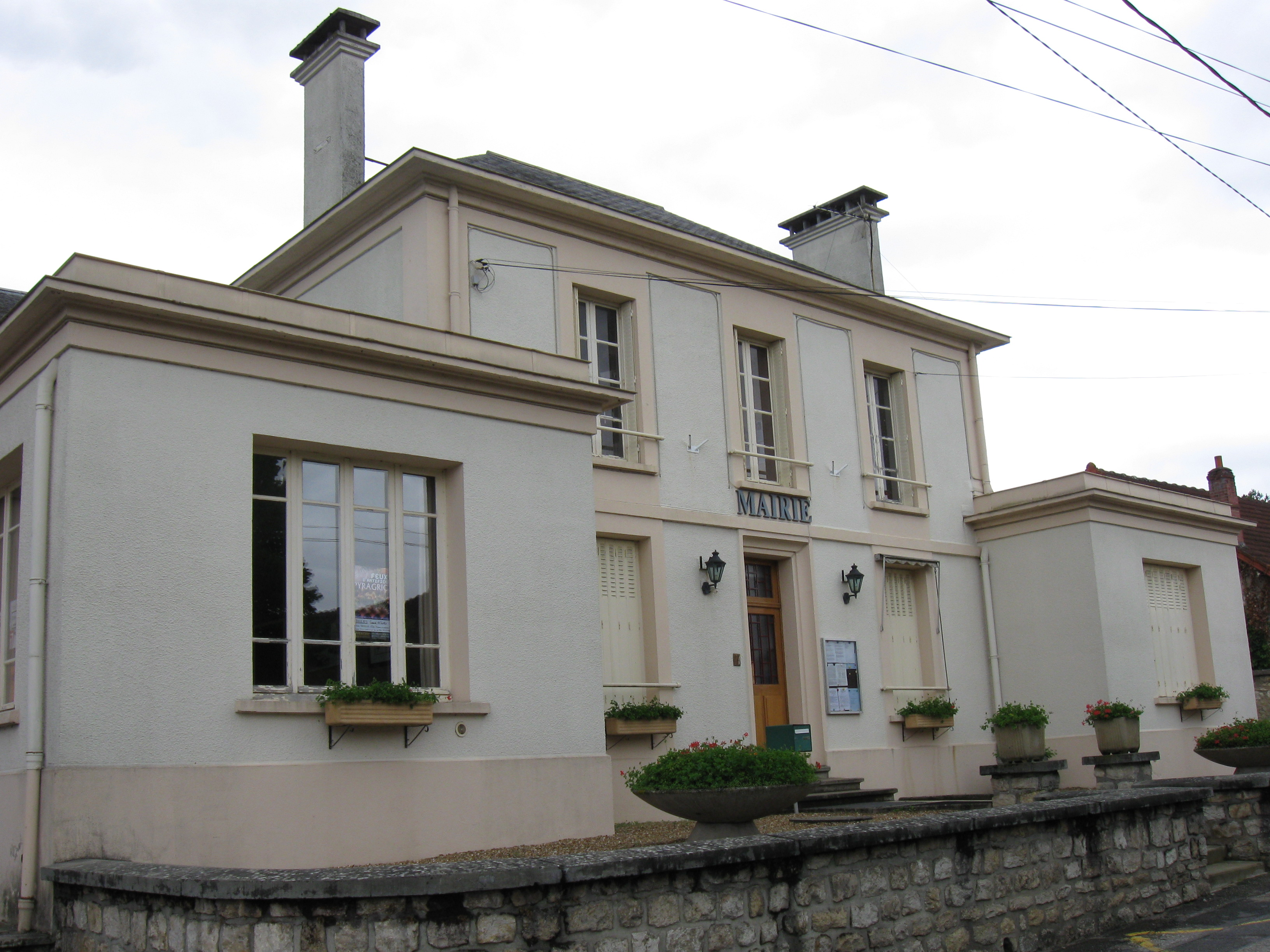
Rathaus
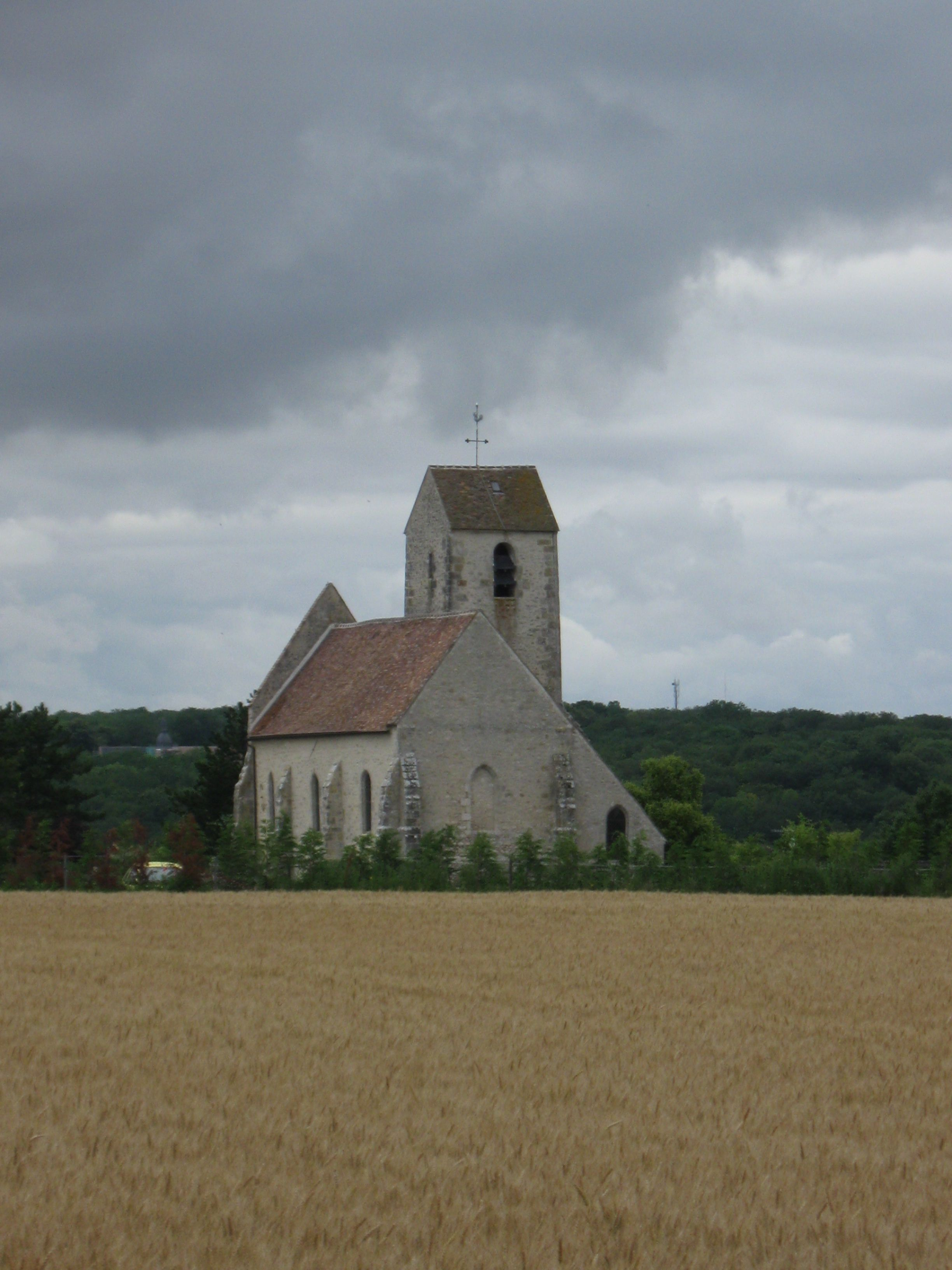
Kirche Saint-Maur
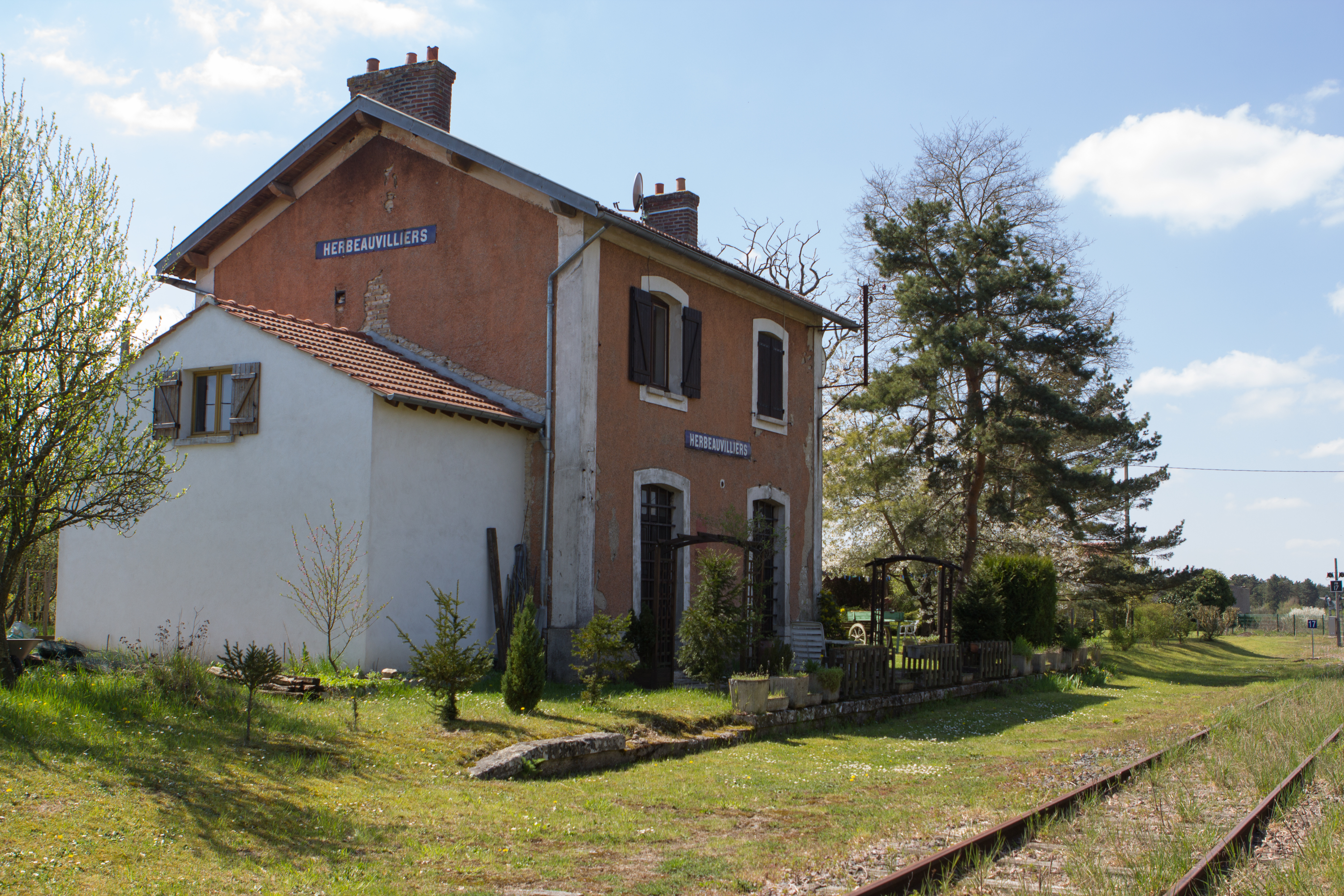
Bahnhof im Ortsteil Herbeauvilliers

### Roche aux Amis

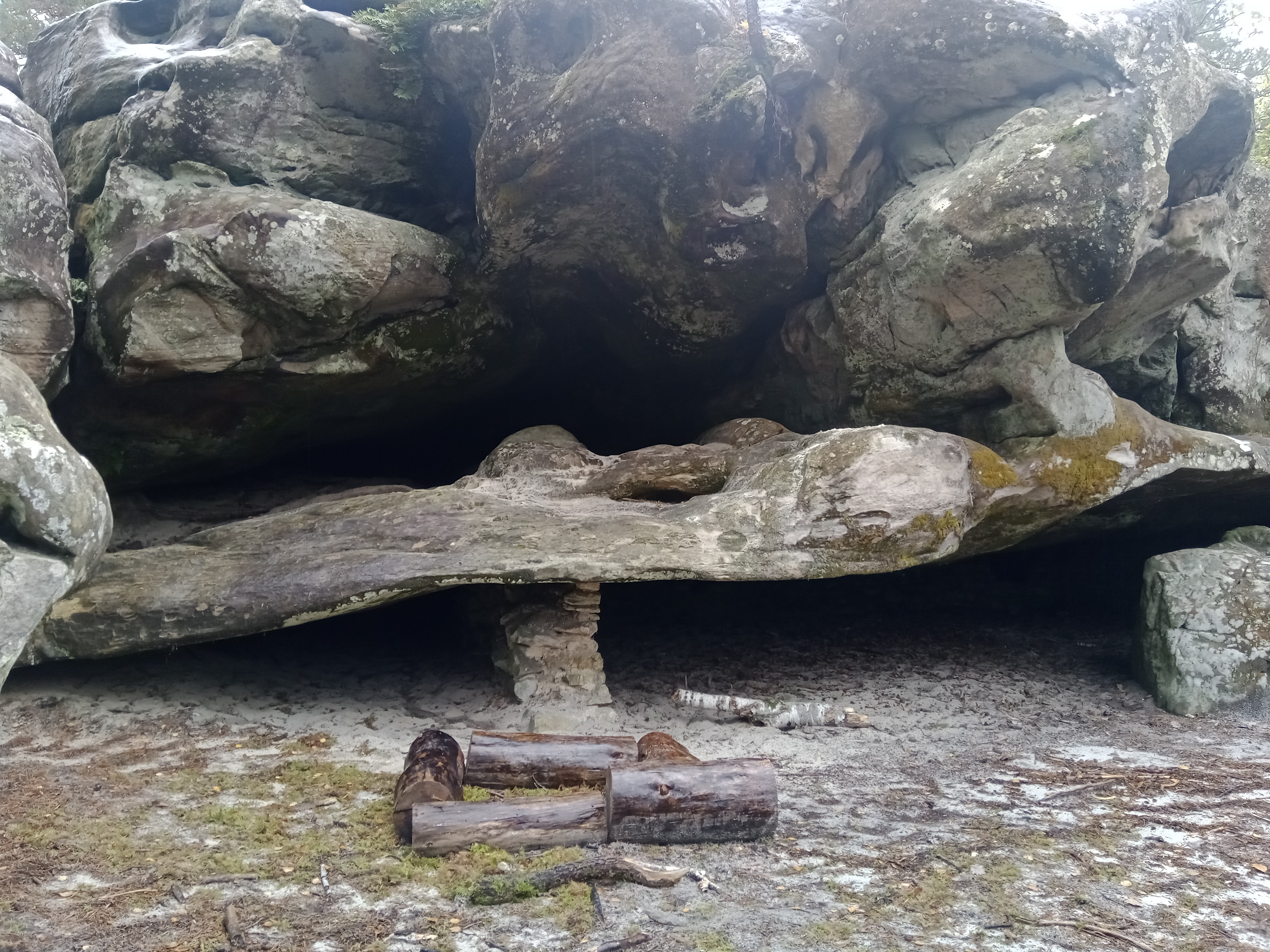
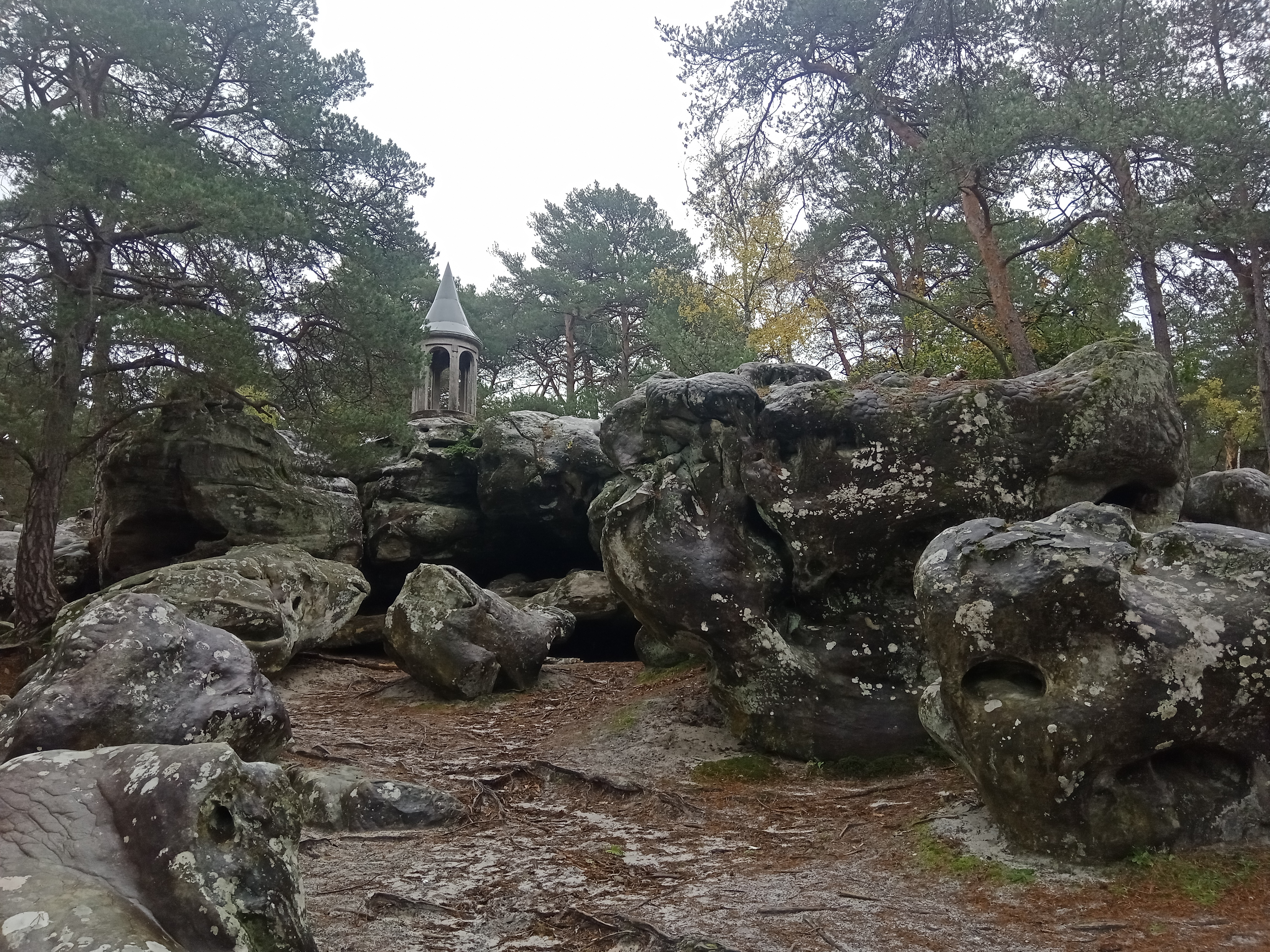
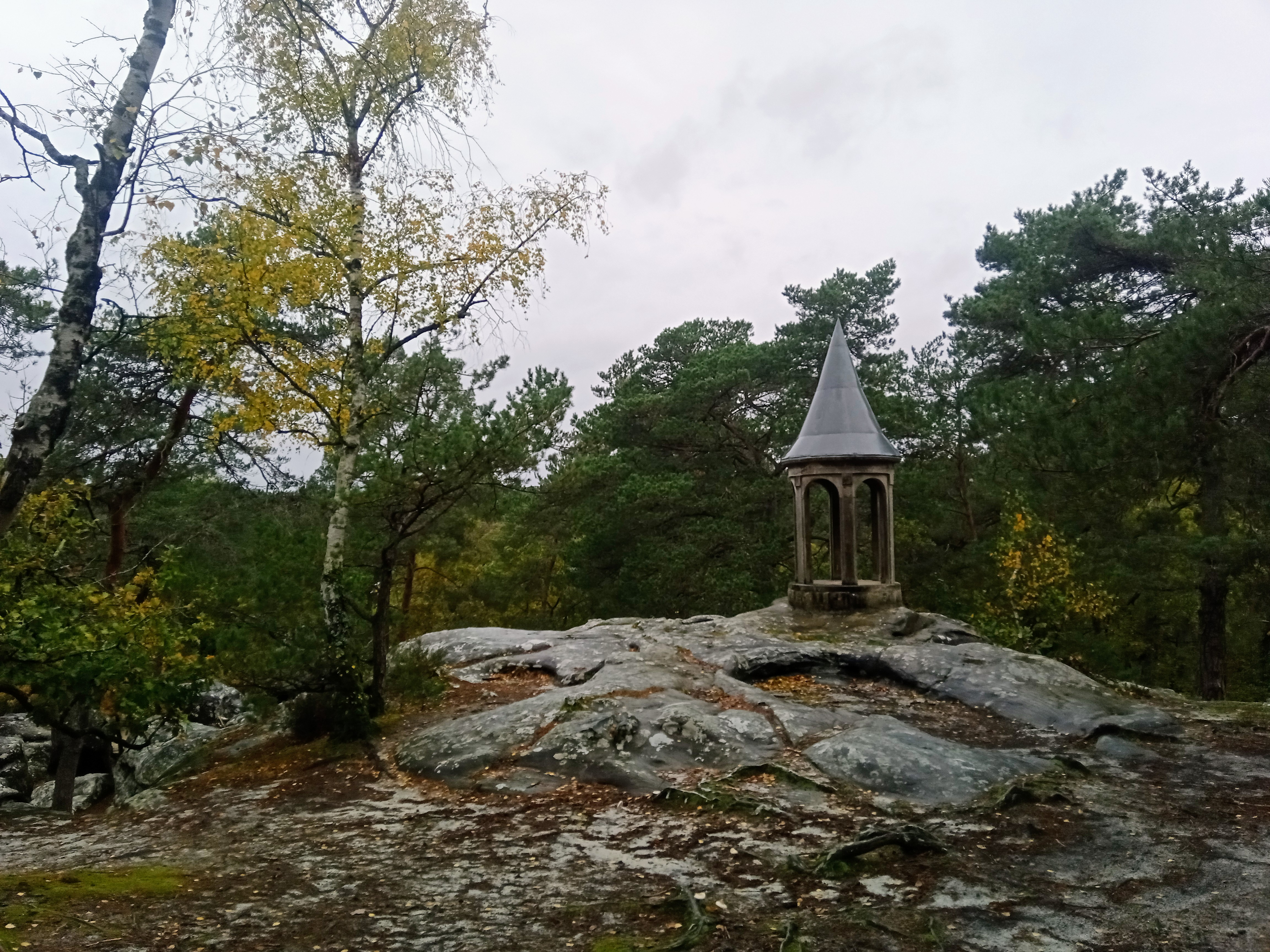